# Daniele Mannini
Daniele Mannini (Pisa, 25 ottobre 1983) è un ex calciatore italiano, di ruolo centrocampista.

## Biografia
È figlio dell'ex portiere Alessandro Mannini.
Il 29 gennaio 2009 il Tas di Losanna lo squalifica per un anno insieme al compagno di squadra all'epoca dei fatti Davide Possanzini, dopo un ritardo al controllo antidoping risalente al 2007. La Federcalcio italiana aveva assolto il giocatore, mentre il Tribunale Nazionale Antidoping del Coni lo aveva condannato a 15 giorni di squalifica. Contro tale sentenza la WADA, agenzia mondiale antidoping, aveva però fatto ricorso.
Il 18 marzo 2009 il Tas sospende la squalifica consentendo al giocatore di tornare a disposizione della squadra.
Prima di accasarsi al Beverley Town, si era trasferito nello Yorkshire per lavorare come responsabile del settore vendite di un'azienda alimentare, è venuto a conoscenza del progetto tecnico della squadra di Beverley quando incontrò casualmente il presidente della suddetta società, il quale prima lo invitò alle sessioni di allenamento della squadra e pochi giorni dopo riuscì a metterlo sotto contratto.

## Carriera

### Club

#### Lucchese e Viareggio
Cresce nella Lucchese ma disputa il suo primo campionato da professionista nella stagione 2001-02 in serie C2 con la maglia del Viareggio entrando in campo però solo in 3 occasioni. La squadra retrocede e in serie D trova più spazio disputando 30 incontri andando a segno anche 4 volte.

#### Pisa
Viene così acquistato dal Pisa e in serie C1 gioca con continuità rivelandosi uno dei migliori nella categoria con 32 incontri e 4 gol.

#### Brescia
Le sue ottime prestazioni interessano gli osservatori del Brescia, e la società lombarda si decide ad acquistarne la metà del cartellino, permettendogli di esordire in Serie A nella stagione 2004-05. Il suo esordio nel massimo campionato avviene il 12 settembre 2004 nel match perso in casa contro la Juventus per 3-0. Nonostante il buon torneo di Mannini (30 presenze e 3 reti) la squadra retrocede.
Il suo primo gol in Serie A, realizzato nella partita Udinese-Brescia del 26 settembre 2004, suscita molte polemiche perché la realizzazione avviene col portiere avversario De Sanctis a terra, infortunato in uno scontro di gioco. In seguito a questo episodio l'Udinese presentò ricorso (poi respinto) al Giudice Sportivo chiedendo la ripetizione della gara per errore tecnico dell'arbitro Dattilo che, secondo i friulani, avrebbe dovuto fermare il gioco per l'infortunio occorso al portiere. Questo episodio fu commentato anche da Moggi e Giraudo in una delle telefonate intercettate nell'ambito dell'inchiesta denominata Calciopoli.
Nella stagione 2005-06, per il nuovo corso in Serie B, la società lombarda punta su Mannini, rilevandone dal Pisa l'altra metà del cartellino. Segna una rete su 34 presenze.

#### Napoli
Nel mercato di gennaio della stagione 2007/2008 il giocatore è stato acquistato dal Napoli (vincendo la concorrenza dell'Inter che in precedenza lo aveva opzionato) per 7 milioni di euro. L'accordo iniziale tra le due società prevedeva la permanenza del giocatore in prestito al Brescia fino alla fine della stagione; il trasferimento è stato poi anticipato a gennaio per volontà del direttore generale del Napoli Pierpaolo Marino.
Fa la sua prima apparizione con la maglia del Napoli il 2 febbraio 2008, giocando titolare nella seconda partita del girone di ritorno vinta contro l'Udinese 3-1. Il 17 febbraio 2008 segna il suo primo goal per il Napoli, nella sconfitta casalinga contro l'Empoli per 3-1. Il 9 novembre 2008 segna la sua prima rete nel campionato 2008-2009 aprendo le marcature nel match interno contro la Sampdoria, terminato con il risultato di 2-0 per i partenopei.

#### Sampdoria
Il 9 luglio 2009 si trasferisce in comproprietà alla Sampdoria per 3,5 milioni di euro nell'ambito dell'operazione che porta Hugo Campagnaro al Napoli. Il 30 agosto 2009 segna il suo primo gol in maglia blucerchiata nella vittoria della Samp per 3-1 sull'Udinese; segna anche contro l'Atalanta, match terminato 1-0 per i blucerchiati e contro il Siena, incontro vinto 4-1 dalla Sampdoria. Il 24 ottobre 2009 segna poi altri 2 gol contro il Bologna portando a quota 5 le sue marcature, anche questa partita sarà conclusa col risultato di 4-1 per la Sampdoria.
Il 25 giugno 2010 viene rinnovata la comproprietà tra Sampdoria e Napoli. Dopo un lungo digiuno trova di nuovo la via del goal il 1º maggio 2011, nella delicatissima partita Sampdoria-Brescia, terminata 3-3. Al termine del campionato la squadra retrocede in Serie B. Segna il suo ultimo gol in blucerchiato nell’ultima partita di campionato con la Roma finita sul 3-1 per i giallorossi.

#### Siena
Il 25 giugno 2011 il Napoli risolve a proprio favore la comproprietà alle "buste", nonostante l'offerta presentata fosse pari a zero: il club blucerchiato dal canto suo, infatti, si astiene del tutto dal presentare un'offerta e il calciatore torna così in azzurro.
La società partenopea, tuttavia, non lo conferma in rosa: il 6 agosto 2011 viene acquisito, nuovamente con la formula della compartecipazione, dal Siena, appena tornato in Serie A.
In questa stagione gioca 21 partite
Il 22 giugno 2012 Siena e Napoli si accordano per il rinnovo della comproprietà.
Il giocatore rimane così a Siena anche per la stagione 2012/2013 dove sulla panchina siede Serse Cosmi, suo allenatore ai tempi del Brescia. Debutta da titolare in campionato il 26 agosto nello 0-0 contro il Torino.
Al termine della stagione il Siena acquisisce anche la seconda metà del cartellino.

#### Ritorno al Pisa
Il 31 gennaio 2014, a distanza di dieci anni, con la formula del prestito secco fa ritorno al Pisa, squadra della sua città. Scaduti i termini del prestito, a fine stagione rimane svincolato per il fallimento del Siena.

#### Lecce
Il 1º settembre 2014 viene ingaggiato dal Lecce, ancora in Lega Pro. Esordisce con il club salentino il 6 settembre seguente, subentrando nel secondo tempo della partita di campionato Lecce-Barletta (1-0).
Il 26 agosto 2015 rescinde il proprio contratto con il Lecce.

#### Ritorno per la terza volta al Pisa
Il 27 agosto 2015 dopo essere rimasto svincolato viene tesserato dal Pisa facendo così ritorno nella sua città per la terza volta in carriera; si guadagna presto la fascia di capitano. A fine stagione festeggia la promozione in Serie B con il club pisano (segnando tre reti nel corso dei play-off promozione). Il 7 agosto 2016 sigla la prima rete della nuova stagione nerazzurra nella partita di Coppa Italia 2016-2017 contro il Brescia terminata sul risultato di 0-2 per i toscani. Il campionato cadetto dei nerazzurri (nel quale Mannini segna 4 reti in 37 partite) è però travagliato, anche a causa di varie vicissitudini societarie, e nel maggio 2017 la squadra retrocede.
Mannini rimane a Pisa anche nella successiva stagione di Serie C, nella quale la squadra giunge terza in classifica, venendo poi eliminata al primo turno dei play-off promozione.

#### Al Pontedera
Il 18 luglio 2018, con un anno di anticipo rispetto alla scadenza fissata, rescinde il proprio contratto con il Pisa. Il 22 luglio successivo firma con il Pontedera, ancora in Serie C. A metà gennaio 2020 rescinde consensualmente il contratto che lo legava fino alla fine della stagione.

#### Beverley Town
Dopo la breve parentesi al Pontedera, durante la quale annuncia la sua volontà di ritirarsi dal calcio giocato, nel luglio del 2022 annuncia il suo ritorno accasandosi al Beverley Town, squadra dello Yorkshire militante in decima divisione inglese.

### Nazionale
Dopo una presenza in Nazionale Under 20, fra il 2004 ed il 2005 totalizzò 3 presenze con la Nazionale Under 21.

## Statistiche

### Presenze e reti nei club
| Stagione         | Squadra          | Campionato       | Campionato | Campionato | Coppe nazionali | Coppe nazionali | Coppe nazionali | Coppe continentali | Coppe continentali | Coppe continentali | Altre coppe | Altre coppe | Altre coppe | Totale | Totale |
| Stagione         | Squadra          | Comp             | Pres       | Reti       | Comp            | Pres            | Reti            | Comp               | Pres               | Reti               | Comp        | Pres        | Reti        | Pres   | Reti   |
| ---------------- | ---------------- | ---------------- | ---------- | ---------- | --------------- | --------------- | --------------- | ------------------ | ------------------ | ------------------ | ----------- | ----------- | ----------- | ------ | ------ |
| 2001-2002        | Viareggio        | C2               | 3          | 0          | CI-C            | 0               | 0               | -                  | -                  | -                  | -           | -           | -           | 2      | 0      |
| 2002-2003        | Viareggio        | D                | 30+2       | 4+1        | CI-D            | 2               | 0               | -                  | -                  | -                  | -           | -           | -           | 34     | 5      |
| Totale Viareggio | Totale Viareggio | Totale Viareggio | 33+2       | 5          |                 | 2               | 0               |                    | -                  | -                  |             | -           | -           | 37     | 5      |
| 2003-2004        | Pisa             | C1               | 32         | 4          | CI+CI-C         | 2+1             | 1+0             | -                  | -                  | -                  | -           | -           | -           | 35     | 5      |
| 2004-2005        | Brescia          | A                | 30         | 3          | CI              | 2               | 0               | -                  | -                  | -                  | -           | -           | -           | 32     | 3      |
| 2005-2006        | Brescia          | B                | 34         | 1          | CI              | 4               | 0               | -                  | -                  | -                  | -           | -           | -           | 35     | 1      |
| 2006-2007        | Brescia          | B                | 38         | 6          | CI              | 3               | 0               | -                  | -                  | -                  | -           | -           | -           | 41     | 6      |
| 2007-gen. 2008   | Brescia          | B                | 16         | 2          | CI              | 1               | 0               | -                  | -                  | -                  | -           | -           | -           | 17     | 2      |
| Totale Brescia   | Totale Brescia   | Totale Brescia   | 118        | 12         |                 | 10              | 0               |                    | -                  | -                  |             | -           | -           | 128    | 12     |
| gen.-giu. 2008   | Napoli           | A                | 15         | 1          | CI              | -               | -               | -                  | -                  | -                  | -           | -           | -           | 15     | 1      |
| 2008-2009        | Napoli           | A                | 24         | 1          | CI              | 1               | 0               | Int+CU             | 0+1                | 0                  | -           | -           | -           | 26     | 1      |
| Totale Napoli    | Totale Napoli    | Totale Napoli    | 39         | 2          |                 | 1               | 0               |                    | 1                  | 0                  |             | -           | -           | 41     | 2      |
| 2009-2010        | Sampdoria        | A                | 36         | 5          | CI              | 2               | 1               | -                  | -                  | -                  | -           | -           | -           | 38     | 6      |
| 2010-2011        | Sampdoria        | A                | 30         | 2          | CI              | 2               | 0               | UCL+UEL            | 2+6                | 0                  | -           | -           | -           | 40     | 2      |
| Totale Sampdoria | Totale Sampdoria | Totale Sampdoria | 66         | 7          |                 | 4               | 1               |                    | 8                  | 0                  |             | -           | -           | 78     | 8      |
| 2011-2012        | Siena            | A                | 21         | 0          | CI              | 3               | 0               | -                  | -                  | -                  | -           | -           | -           | 24     | 0      |
| 2012-2013        | Siena            | A                | 7          | 0          | CI              | 1               | 0               | -                  | -                  | -                  | -           | -           | -           | 8      | 0      |
| 2013-gen. 2014   | Siena            | B                | 4          | 0          | CI              | 2               | 0               | -                  | -                  | -                  | -           | -           | -           | 6      | 0      |
| Totale Siena     | Totale Siena     | Totale Siena     | 32         | 0          |                 | 6               | 0               |                    | -                  | -                  |             | -           | -           | 38     | 0      |
| gen.-giu. 2014   | Pisa             | 1D               | 11+3       | 1          | CI+CI-LP        | -               | -               | -                  | -                  | -                  | -           | -           | -           | 14     | 1      |
| 2014-2015        | Lecce            | LP               | 31         | 0          | CI+CI-LP        | 0               | 0               | -                  | -                  | -                  | -           | -           | -           | 31     | 0      |
| ago. 2015        | Lecce            | LP               | 0          | 0          | CI+CI-LP        | 1+0             | 0               | -                  | -                  | -                  | -           | -           | -           | 1      | 0      |
| Totale Lecce     | Totale Lecce     | Totale Lecce     | 31         | 0          |                 | 1               | 0               |                    | -                  | -                  |             | -           | -           | 32     | 0      |
| ago. 2015-2016   | Pisa             | LP               | 30+5       | 4+3        | CI+CI-LP        | 0               | 0               | -                  | -                  | -                  | -           | -           | -           | 35     | 7      |
| 2016-2017        | Pisa             | B                | 37         | 4          | CI              | 2               | 1               | -                  | -                  | -                  | -           | -           | -           | 39     | 5      |
| 2017-2018        | Pisa             | C                | 30+2       | 5+1        | CI+CI-C         | 2+0             | 0               |                    |                    |                    |             |             |             | 37     | 3      |
| Totale Pisa      | Totale Pisa      | Totale Pisa      | 142+9      | 21         |                 | 7               | 2               |                    | -                  | -                  |             | -           | -           | 157    | 24     |
| 2018-2019        | Pontedera        | C                | 34         | 5          | CI+CI-C         | 1+0             | 0               | -                  | -                  | -                  | -           | -           | -           | 35     | 5      |
| 2019-2020        | Pontedera        | C                | 17         | 2          | CI+ CI-C        | 0+1             | 0               | -                  | -                  | -                  | -           | -           | -           | 18     | 2      |
| Totale Pontedera | Totale Pontedera | Totale Pontedera | 51         | 7          |                 | 1               | 0               |                    | -                  | -                  |             | -           | -           | 53     | 7      |
| Totale carriera  | Totale carriera  | Totale carriera  | 505        | 57         |                 | 31              | 3               |                    | 9                  | 0                  |             | -           | -           | 545    | 60     |